# Малая Корзиха
Малая Корзиха — деревня в Приморском районе Архангельской области. Входит в состав Лисестровского сельского поселения (муниципальное образование «Лисестровское»).

## Географическое положение
Деревня расположена на южном берегу водоёма Корзиха и на востоке примыкает к границе городского округа «Город Архангельск». Малая Корзиха располагается между федеральной автомобильной дорогой М8 «Холмогоры» на западе и путями Северной железной дороги — на востоке.

## Население
Численность населения деревни, по данным Всероссийской переписи населения 2010 года, составляла 5 человек. 
| Население                            | на 1 января 2010 года |
| ------------------------------------ | --------------------- |
| В возрасте до 16 лет                 | 4                     |
| Трудовые ресурсы (из них работающих) | 8 (8)                 |
| Пенсионеры                           | 7                     |
| Всего                                | 19                    |
| Прибыло / выбыло (за год)            | 1 / 0                 |
| Родилось / умерло (за год)           | 0 / 0                 |

## Инфраструктура
Жилищный фонд деревни составляет 1,2 тыс. м². Объекты социальной сферы и стационарного торгового обслуживания населения на территории населённого пункта отсутствуют.